# New Era Cap Company
New Era, localizada na cidade de Buffalo (Nova Iorque), é uma empresa americana de bonés fundada em 1920 pelo imigrante alemão Ehrhardt Koch. É a fabricante oficial de bonés de todos os times da Major League Baseball, bem como diversas equipes da Korea Baseball Organization, Nippon Professional Baseball, e da Australian Baseball League; e mantém acordos com outras entidades licenciadas como a NBA, NHL e mais de 200 universidades dos Estados Unidos. Em abril de 2012, a New Era se tornou a fornecedora oficial de bonés da NFL.No Brasil, a New Era se uniu a grandes times de futebol. A série de bonés dos clubes de futebol tem modelos aba curva e aba reta de 19 times brasileiros.